# Марія Перші
Марія Перші (нім. Maria Perschy, 23 вересня 1938 — 3 грудня 2004) — австрійська акторка.

## Біографія
Перші народилась в Айзенштадті, Бургенланд, Австрія. У віці 17 років поїхала до Відня вивчати акторську майстерність. Після здобуття освіти вона поїхала до Німеччини з метою додаткової підготовки, щоб зробити кар'єру в кіно. Її першою успішною роботою стала роль у стрічці Нассер Асфальт, де вона грала разом із Горстом Букгольцом. Її акторський шлях у подальшому пролягав через Францію, Італію та Велику Британію до Голлівуду. Перші зіграла у низці американських фільмів, найвідомішими є її ролі у біографічній драмі 1962 року Фрейд та комедії Рока Хадсона 1964 року Улюблений спорт чоловіків?. Поступово акторська діяльність Перші у США пішла на спад, і наприкінці 1970-их вона брала участь тільки у незначних телевізійних шоу.
Під час зйомок 1971 року в Іспанії Перші отримала опіки внаслідок нещасного випадку, після цього їй довелось перенести низку хірургічних операцій, перш ніж вона змогла повернутись до акторської діяльності. У 1985 році Перші повернулась до рідної Австрії, де продовжувала зніматись у телевізійних серіалах. 3 грудня 2004 року австрійські ЗМІ повідомили, що Марія Перші померла у Відні від раку.

## Вибрана фільмографія
- Нассер Асфальт (1958)
- Natürlich die Autofahrer (1959)
- 1959 : Мораліст / (Il moralista) — Моніка
- 1960 : Кохання в Римі / (Un amore a Roma) — Елеонора Куртатоні
- Фрейд (1962)
- Пароль Мужність (1962)
- 633 Ескадрон (1964)
- Улюблений спорт чоловіків? (1964)
- Таємниця сфінкса (1964)
- Поцілунок, поцілунок, убивство, убивство (1965)
- П'ять золотих драконів (1967)